# معاهدة أبوك
معاهدة اُبوك (بالفرنسية: traité d'Obock)‏ (بتاريخ 11 مارس 1862) في باريس بين إدوارد ثوفينل وزير الدولة للشئون الخارجية لإمبراطور فرنسا وديني أحمد أبو بكر بالنيابة عن محمد بن محمد سلطان ديني وأمير على إبراهيم أبوبكر وشاهيم وسلطان لهيطة زعيم قبائل الدناقلة.
لم تظهر فرنسا أي نشاط عملي تجاه الصومال إلا حينما رفضت السلطات البريطانية في عدن تموين السفن الفرنسية بالفحم بحجة أنها على الحياد أثناء الحرب الفرنسية في الهند فكان على فرنسا أن تبدأ مناوراتها العملية تجاه الصومال للبحث عن قاعدة لتموين سفنها بالفحم أثناء مرورها في خليج عدن، وخاصة بعد أن أنشأت فرنسا وزارة المستعمرات والجزائر في عام 1858.
وحدث أن كان الكابتن ليجيني الذي بقوم بجولة استطلاعية عبر مواني بربرة وزيلع وجزر موسي وخليج تاجورة تقابل مع الشيخ إبراهيم أبو بكر حاكم زيلغ أثناء زيارته لتاجورة، وطلب منه بسط الحماية الفرنسية علية مقابل تنازله عن قطعة أرض كبيرة قرب تاجورة.
ويرجع طلب الشيخ إبراهيم للحماية الفرنسية إلي أن السلطات البريطانية في عدن قامت بمصادرة سفينة تجارية يملكها الشيخ إبراهيم بحجة أنه يتعامل في تجارة الرقيق، وأنه عميل فرنسي على ساحل الصومال، وبطبيعة الحال صادف طلبه كل استجابة عند ليجيني وفرنسا لأن خليج تاجورة له ميزتان: أولا -أنهميناء على الطريق البحري، وثانيا-مخرج طبيعي لتجارة الحبشة والصومال.
قام ليجني بناءً على تعليمات الحكومة الفرنسية، بتوزيع الأسلحة والهدايا والمال على المشايخ المحليين، وفي نفس الوقت كتب احتجاجا لدى السلطات التركية لأخذهاأربعة آلاف ريال كغرامة من الشيخ إبراهيم أبوبكر لبيعه حطام سفينة قديمة، وذكر ليجيني أن هذه السفينة فرنسية وهي من اختصاصات فرنسا.. واسترد المبلغ وأعاده للشيخ إبراهيم أبوبكر مما كان له وقع طيب في نفس الشيخ أبو بكر والرؤساء المحليين، وأيقنوا عن طيب خاطر أن الفرنسيين محبون للصومالين وناصرون لهم على الأتراك الذي يضغطون عليهم تبعاً لسياسة بريطانيا.

## اتفاقية لم تخرج إلي حيز الوجود
وفي 13 أكتوبر عام 1859 وصلت خليج تاجورة بعثة فرنسية بقيادة راسل لأجراء دراسات وعقد معاهدات سرية مع رؤساء الدناقل ما بين مصوع وقبة الخراب، واستطاع راسل أن يوقع اتفاقية مع ملك تجرة بمقتضاها تنازل ملك تجرة عن المنطقة التي تمتد من حافة جبل جودام حتي جزر أوده وديسبك عبر سهل زولا والأاضى المحيطة بخليج عادولي.. وذلك مقابل حماية فرنسا له ولممتلكاته على شاطئ البحر الأحمر حتي مدينة زيلغ، على أن يتعهد ملك تجرة وخلفاؤه ورعاياه بعدم التنازل أو التعهد أو ترك أي جزء من بلاده لدول أخرى بدون موافقة فرنسا.
ومع هذه المكاسب الفرنسية الظاهرة فإن الاتفاقية حكم عليها بالبقاء سرا أي أصبحت اتفاقية ميتة، ذلك أن ثيودور ملك الحبشة استطاع أن يقتل ملك تجرة، واحتفظت فرنسا بالاتفاقية في وزارة الخارجية كسردون مطالبة ثيودور أو غيره بتنفيذها.

## معاهدة أبوك
وفي نفس العام (1859) قتل هنري لامبرت القنصل الفرنسي في عدن على ظهر باخرة قرب جزيرة موسى وأشيع أن قتله تم بمعرفة حاكم زيلع، فأرسلت فرنسا لجنة للتحقيق في مقتل القنصل الفرنسي والمطالبة بالتعويض من الجناة، غير أن قائد البعثة الفرنسية المدعو فليروى لانجل لم يبد اهتماما بتتبع الجناة بقدر ما ركز اهتمامه في ابرام اتفاقيات مع شيوخ قبيلة ههبر تلجعلا الذين طلبوا الحماية الفرنسية على ممتلكاتهم كما تقول الدوائر الفرنسية.
وعادت لجنة التحقيق في مقتل القنصل الفرنسي في عدن الي فرنسا ومعها الشيخ ديني أحمد أبو بكر ابن عم شيخ تاجورة الذي وقع نيابة عن سلطان تاجورة وعن سلطان لهيطة وشيوخ عفر على معاهدة أبوك وهذا نصها:
تم الاتفاق على معاهدة وزير الدولة للشئون الخارجية لإمبراطور فرنسا وديني أحمد أبو بكر بالنيابة عن محمد بن محمد سلطان ديني وأمير على إبراهيم أبوبكر وشاهيم وسلطان لهيطة زعيم قبائل الدناقل وغيرها والمخول له جميع سلطات هذه القبائل.
جرى الاتفاق على الأتي:
- مادة 1 : صداقة وسلام مع قبائل الدنافل. التنازل عن أبوك لفرنسا من رأس على الي رأس دوميرة.
- مادة 2 : سلطان ديني ورؤساء القبائل يتخلون لجلالة الأمبراطور عن ميناء مرسي أبوك الواقعة بالقرب من رأس بيريا في السهول الممتدة من رأس على الي الجنوب حتي رأس دوميرة الي الشمال.
- مادة 3 : بهذا التنازل تمت الموافقة ودفع الثمن وقدره 50 ألف فرنك.
- مادة 4 : يدفع المبلغ على قسطين.
- مادة 5: يضمن هذا التنازل رؤساء الدنافل بالتضامن وهم سلطان محمدابن محمد وسلطان ديني كرلون عثمان، وعلى إبراهيم أبوبكر، وشاهيم، وسلطان لهيطة ورؤساء القبائل وممثلهم ديني أحمد أبوبكر.
- مادة 6 : يتعهد الرؤساء المذكورين عاليه منفردين ومتضامنين بتقديم كافة التسهيلات الممكنة للجاليات الفرنسية المستوطنة في أبوك سواء في البحر أو البر، والتقدم في مجرى أنهار أنازو وهواش، وأن يتنازلوا لهم عن الحق في قطع الأخشاب اللآزمة لهم من الغابات، وفي حصولهم على الماء العذب من العيون والجداول التي توجد على الساحل بالقرب من أبوك وأماكن تشيد مخازن مياه بالاتفاق العام في الأماكن الضرورية دون الحاجة الي تأمين لإقامة تها.
- مادة 7، 8: خاصة بالرعي والملاحات.
- مادة 9 : يتعهد رؤساء الدناقل والقبائل الأخرى المتنقلة التي تعيش على الساحل بتعهد رسمي بإبلاغ السلطات الفرنسية المقيمة في أبوك عن كل اقتراح تقدمه أي دولة أجنبية بشأن انفصال أي منطقة من المناطق، وأن تعاهدهم متضامن ومتصل بأن يرفضوا أي عرض يقدم لهم من دولة أخرى بدون موافقة حكومة جلالة امبراطور فرنسا. تم إجراء المعاهدة في 11 مارس 1862 في باريس.

ب. س. توفيفيل امضاءات وأختام
ديني بن سلطان محمد حامد
ابن المرحوم السلطان حامد
الأمير الهادي أبو بكر
إبراهيم شاهيم
وبعد هذه الشروط المقيدة للسلطان وخلفائه من بعده أضافت فرنسا مادة جديدة في المعاهدة وتنص في حالة عدم صلاحية ميناء أبوك لإيواء السفن الكبيرة فعلى ديني أحمد باسم شيخ على إبراهيم وزعماء القبائل الموقعين على المعاهدة بالتخلي عن ميناء آخر مناسب بنفس الشروط السابقة ونفس الثمن.

## رفع العلم الفرنسي على أبوك
في 30 أبريل 1862، وصلت الي ميناء أبوك سفينة فرنسية وعليها بعثة برياسة شيفر بشأن استلام أراضي أبوك، وتحديد نطاقها حسب معاهدة أبوك، وبعد أن وجد شفير أن المكان مناسب قام بإعطاء ابن السلطان مبلغ 25 ألف فرنك نصف قيمة منطقة أبوك وملحقاتها حسب الاتفاق المبرم في 11 مارس من نفس العام، وأعتبرت المعاهدة نافذة المفعول. وقام شيفر بزيارة لميناء زيلع، وتقابل مع الشيخ أبو بكر في زيارة مجاملة وقام الشيخ برد الزيارة على ظهر السفينة حيث استقبله شيفر استقبالاً رسمياً، كما استقبل شيفر السلطان ديني استقبالاً رسمياً أيضاً، وقام في 19 مايو بالاحتفال الرسمي لاستلام أراضي أبوك ورفع العلم، وأطلقت المدافع طلقات نارية ابتهاجاً برفع العلم الفرنسي على أبوك لإثبات ملكية فرنسا، أو بمعني أدق لإعلان بداية الإستعمار على ساحل الصومال. وعادت البعثة الفرنسية بعد أن أشعرت زعماءالصومال بعظمة فرنسا والصداقة معها بعد تلك الحفلات والمسامرات الرسمية لإكساب العلاقة الصومالية الفرنسية طابع المدينة والحضارة.
موقف بريطانيا وفرنسا من أبوك: وجدت بريطانيا أن وصول الفرنسيين الي سواحل الصومال قد يكون فيه حرمان عدن من الإمدادات التموينية الغذائية القادمة من الصومال، كما أنها تشكل خطراً كبيراً أمام رغبة بريطانيا في خلق مستعمرات بريطانية على سواحل الصومال.لذا قامت سلسلة من المناورات البريطانية بهدف إبعاد الفرنسيين عن السواحل الصومالية، وأشاعت أن المعاهدة الفرنسية لا قيمة لها لأنها أجريت بعيداً عن الحاكم الحقيقي لأبوك وهو حاكم تركي. وكان رد الفعل لهذه المناورات البريطانية أن قامت فرنسا بإسناد مسألة أبوك واستغلالها الي وزارة البحرية والمستعمرات الفرنسية ويقول وزير خارجية فرنسا بهذا الصدد:(إنني أعتقد فعلا بأنه من اللازم لنفوذنا السياسي أن نتخذ قراراً نهائياً بخصوص المناطق القريبة من عدن ومن بريم وسيكون من المؤسف أن نقوم عبثاً بهذه المعاهدة دون أن تتلوها أية نتيجة، ومن ناحية أخرى فإن شق قناة السويس في المستقبل ووجود سفن حربية في البحر الأحمر وبحر الهند علاوة على إمكانية تحويل جزء من القوافل التي تصل الآن الي تاجورة أو زيلغ أو بربرة الي محطة فرنسية.. كل هذه الإمكانيات تجعل الأمل كبيراً في أن تجد علاقاتنا التجارية ارتكازاً هاما في احتلال لهذه الأراضي).
وفي عام 1874 قامت فرنسا عن طريق ممثلها في مصر بتقديم أقتراح الي الحكومة المصرية بشأن تنازلها عن مستعمرة أبوك لمصر في مقابل تنازل الحكومة المصرية عن قطعة أرض لتشغلها القنصلية القرنسية في القاهرة.و رغم إجراء محادثات طويلة في هذا الشأن فإنه لم تتخذ خطوة علمية في تحقيق الاقتراح نظراً للظروف السياسية التي كانت تمر بها مصر في هذا الوقت..

## نحو استغلال أبوك
بدأ الإستغلال الفعلى لأبوك بعد مضي نحو عشر سنوات من تاريخ إبرام المعاهدة مع السلطان، وكان أحد التجار الفرنسيين المامرين قد تمكن في عام 1872 من أن يحصل على تصريح بالإقامة في أبوك لأعمال تجارية تحت مسئوليته، على أنه في حالة نحاح أعماله تتعهد وزارة البحرية والمستعمرات بأن توجه بعض السفن الي أبوك لتموينها بالمواد الغذائية الطازجة والمياه.
وبعد مرور نحو ست سنوات (1878-1884)، وصلت مئات الطلبات الي وزارة البحرية والمستعمرات بشأن السماح لبعض الفرنسيين بالهجرة الي أبوك، ولكثرة هذه الطلبات أصدرت الوزارة في 25 ديسمبر 1880 إعلاناً عن الممتلكات الفرنسية في أبوك بالنسبة للطلبات المقدمة بشأن الإستيطان بها.. جاء فيه أنه (منذ أن تحصلت الحكومة الفرنسية على هذه المستعمرة، وهي لم تقم بتحديد نطاق ملكيتها في هذهالأراضي، ولم تمارس الحكومة سيادتها الفعلية عليها، ولذا كان من الصعب تحديدها وإعطاء امتيازات لأحد، ومن أمكنه أن يصل الي أبوك فله حق اختيار المكان الملائم له، ونوع العمل ويكون احتلاله مؤقتاً وتحت مسئوليته الخاصة.و لوزارة البحرية حق انتزاع الملكية للصالح العام أو لأغراض حربية كيفما الوزارة).

## موقف مصر من أبوك
في عام 1881 أشيع أن الحكومة الفرنسية سترسل سفينة عليها بعض الخبراء لمسح أراضي أبوك وتحديدها في الوقت الذي كانت إيطاليا تبدى نشاطاً ملحوظاً في التوسع الإيطالي حول عصب، غير أن البحرية المصرية حالت دون امتداد نشاط الإيطاليين حتي في عصب نفسها وقامت يرفع العلم المصري على أبوك باعتباره منطقة تحت الإدارة المصرية. وكان رد الفعل أن بعثت فرنسا سفينة حربية فرنسية الي أبوك، وأنزلوا العلم المصري، ورفعوا العلم الفرنسي، وأدعي قائد السفينة أنه لم ير العلم المصري على أبوك وأنه سأل ثلاثة من الصوماليين تقابل معهم في أبوك عن صاحب الأرض فلم يعرف منهم جواباً، وكان ذلك حديثاً لقائد السفينة مع حاكم عام هرر الذي كان مقيماً في زيلع في ذلك الوقت مع أبي بكر باشا حاكم زيلع، وقال القائد أيضاً: أما عن أبوك فهي ملك وفق معاهدة رسمية مما أدهش نادي باشا لأنهم لا يعرفون شيئاً عن ذلك.
وقدمت الحكومة الفرنسية احتجاجاً إلي خديو مصر لرفع العلم المصري على أرض أبوك التي تملكها فرنسا وفق معاهدة رسمية ولم تتخذ مصر أي خطوة حاسمة سريعة في الموضوع، ذلك أنها كانت في صراع مع الإطاليين حول عصب وتخشى أن يقوم اتحاد فرنسي إيطالي يضر بالمصالح العامة لمصر والصومال.

## خطوات علمية نحو تعمير أبوك
كان من أثر التنافس الدولى على سواحل الصومال واحتلال بريطانيا مصر عام 1882 وقتل أرنو المستعمر الأول الفرنسي في أبوك أن قامت فرنسا باتخاذ الخطوات اللازمة نحو الاحتلال الفعلي لأبوك والمحافظة على النظام بها، فبعثت بفرقة بوليسية إلى أبوك كما أصدرت تعليمات إلى لاجارد ممثل فرنسا السياسي في أبوك بأن يقوم بإقامة مخزن للفحم بها، وأن يحددها عملياً. وقام السفير الفرنسي في لندن بوضع حد للمناورات البريطانية وغيرها بان أعلن رسمياً للحكومة البريطانية بأن أبوك احدي الممتلكات الفرنسية على ساحل الصومال. وبدأ لاجارد في وضع مخطط من أجل توسيع المستعمرة الفرنسية حول أيوك فوجد من الضرورى ضم دونجاريتا (بين زيلع وبربرة) لمستعمرة أبوك لأهميتها في تموين أبوك باللحوم والمواد الغذائية كأهمية بربرة بالنسبة لعدن.
وفي الوقت نفسه اتخذت الحكومة الفرنسية خطوات تقدمية نحو تشجيع حركه الهجرة والإستيطان والإنماء الاقتصادي في أبوك، كما أصدرت تعليمات لكافة السفن الفرنسية المارة عبر مضيق باب المندب أن تتجه الي أبوك للتموين بالمواد الغذائية والفحم.
```
وخلال الفترة التي ازداد فيها نشاط الفرنسيين في تعمير واستغلال أبوك أشيع خبر قرب جلاء الإدارة المصرية من ساحل الصومال، وكان الباب العالي سبق أن رفض الأراضي التي كانت تابعة لمصر تحت الشروط التي حددتها بريطانيا، والتي من شأنها تحديدسيادة الباب العالي بألا يتنازل أو يتخلي أو يبيع أي جزء من الأراضي التابعة للباب العالي على ساحل الصومال بعد جلاء الإدارة المصرية إلابالاتفاق مع بريطانيا، ومعني هذا فقدان السيادة التركية على البلاد.
```

وانتهز مونج القائم بأعمال السفارة الفرنسية بالقاهرة، هذه الفرصة القلقة في السياسة لتوسيع مستعمرة أبوك، والحد من التوسع الإيطالي حول عصب، والتوسع البريطاني على الساحل الجنوبي لخليج عدن، فبعث برسالة في 26 أغسطس 1884 الي جول فيري يشير عليه بانتهازه الفرصة لتوسيع حدود أراضي أبوك بضم تاجورة والجزء الشمالي من خليج تاجورة لأراضي المستعمرة، والتوسع على ساحل الصومال، لما فيها من فوائد جليلة لفرنسا، وتحقيق النجاح الكامل يكون بالاعتماد على صداقة أبي بكر باشا حاكم زيلع.
المعاهدات والاتفاقيات أصدرت الحكومة الفرنسية عن طريق وزارة المستعمرات الفرنسية تعليمات وتوصيات الي قائد محمية أبوك بالتوسع في المستعمرة، والعمل على إغراء الشيوخ الصوماليين وكسب ودهم لوضع أنفسهم وممتلكاتهم تحت الحماية الفرنسية، وأن الحكومة الفرنسية رصدت مبلغ خمسين ألف فرنك باسم قائد المحمية لتسهيل عملية المفاوضات وإبرام الاتفاقيات والمعاهدات مع الشيوخ الصوماليين، دون الدخول في صدام مسلح مع قوات بريطانيا المرابطة في عدن وسوقطرى وساحل الصومال الشمالي.